# Rebaque HR100
La Rebaque HR100 è stata l'unica monoposto sportiva di Formula 1 realizzata dal costruttore messicano Rebaque.
Costruita in alluminio e motorizzata Ford Cosworth DFV V8 venne iscritta dal pilota-titolare Héctor Rebaque alle ultime tre gare della stagione 1979, in sostituzione della Lotus 79 utilizzata fino a quel momento.
La HR100 fu realizzata dalla Penske e fu ispirata alle linee della Lotus 79 e della Williams FW07. Riuscì a qualificarsi solo per il Gran Premio del Canada, ma in gara si dovette ritirare per problemi al propulsore.
Terminato il 1979, il progetto fu abbandonato e Rebaque passò alla Brabham.

## Risultati in Formula 1
| Anno | Team         | Motore                        | Gomme | Piloti  |  |  |  |  |  |  |  |  |  |  |  |  |    |     |    | Punti | Pos. |
| ---- | ------------ | ----------------------------- | ----- | ------- |  |  |  |  |  |  |  |  |  |  |  |  | -- | --- | -- | ----- | ---- |
| 1979 | Team Rebaque | Ford Cosworth DFV V8 3000 cm³ | G     | Rebaque |  |  |  |  |  |  |  |  |  |  |  |  | NQ | Rit | NQ | 0     | -    |